# فيك فوينتيس
فيك فوينتيس (بالإنجليزية: Vic Fuentes)‏ هو عازف قيثارة ومغني أمريكي، ولد في 10 فبراير 1983 في سان دييغو في الولايات المتحدة.

## وصلات خارجية
- فيك فوينتيس على موقع IMDb (الإنجليزية)
- فيك فوينتيس على موقع ميوزك برينز (الإنجليزية)